# Fresnes-sur-Escaut
Fresnes-sur-Escaut és un municipi francès, situat a la regió dels Alts de França, al departament del Nord. L'any 2006 tenia 7.584 habitants. Limita al nord amb Vieux-Condé, al nord-est amb Condé-sur-l'Escaut, a l'est amb Quarouble, al sud-est amb Vicq, al sud amb Onnaing, al sud-oest amb Escautpont i al nord-oest amb Odomez.

## Demografia
| 1962                                       | 1968  | 1975  | 1982  | 1990  | 1999  | 2006  |
| ------------------------------------------ | ----- | ----- | ----- | ----- | ----- | ----- |
| 8.983                                      | 9.069 | 8.373 | 8.218 | 8.107 | 7.607 | 7.584 |
| Des de 1962: població sense dobles comptes |       |       |       |       |       |       |

## Administració
| Període | Identitat  | Partit    |
| ------- | ---------- | --------- |
| 1994-   | Luc Coppin | Les Verts |